# Sint-Kwintens-Lennik
Sint-Kwintens-Lennik is een deelgemeente van de Belgische gemeente Lennik, gelegen in het Pajottenland, in het zuidwesten van de provincie Vlaams-Brabant. De plaats telt ongeveer 5000 inwoners. Quintinus is de patroonheilige van Sint-Kwintens-Lennik. Sint-Kwintens-Lennik was een zelfstandige gemeente tot aan de gemeentelijke herindeling van 1977.

## Toponymie
De gemeentenaam verwijst naar de heilige Quintinus.

## Geschiedenis

### Vroege middeleeuwen
Gedurende de periode van de Merovingers (van de 5de tot de 8e eeuw) werden in deze streek, naast de eigendommen van de koning ook uitgestrekte domeinen gevormd die door de hoge adel en dienaars van de koning werden in gebruik genomen. Lennik zou samen met Gaasbeek, Gooik en Wambeek een domein gevormd hebben dat toebehoorde aan Ida, vrouw van Pepijn van Landen, en aan haar dochter de latere Heilige Gertrudis. In 877 zou keizer Karel de Kale het domein Liniacum aan de abdij van Nijvel schenken waarvan Gertrudis van Nijvel de eerste abdis was.
Lennik werd het centrum van dit domein, er werd ook een markt gehouden: Toen Adalberina abdis was bekwam ze in 978 van keizer Otto II het officiële marktrecht voor Lennik maar ook het uitsluitend recht om de beschermer van het Lenniks domein te mogen kiezen. De abdij van Nijvel was aldus verzekerd van de opbrengsten van de markttaksen. In 1059 spreekt men van Lennicka.

### Hoofdschepenbank
Tot het domein van Lennik behoorden Sint-Kwintens-Lennik en Sint-Martens-Lennik (van elkaar gescheiden rond 1230) met Schepdaal, Gaasbeek en Onze-Lieve-Vrouw-Lombeek. Aangrenzend lagen de domeinen van Gooik en Wambeek. Deze drie domeinen vormden een groot blok waaraan later administratief en gerechtelijk nog talrijke andere worden gehecht en door de abdij van Nijvel het Diets domein werd geheten. Aldus werd Sint-Kwintens-Lennik, het hoofd van alle Nijvelse domeinen in Vlaams-Brabant en zelfs van de aanpalende domeinbezittingen in Vlaanderen. Allen gingen voor hun geschillen naar Lennik als hoofdschepenbank van het Diets domein. Het was het hof van beroep voor alle gerechtszaken. De hoofdschepenbank van Lennik velde vonnis in alle zaken die door de plaatselijke schepenbanken niet konden worden beslecht. Hieruit blijkt hoe belangrijk Lennik was in het kader van de middeleeuwse instellingen van Brabant.

Naast de hoofdschepenbank had het domein Lennik zijn eigen schepenbank met een meier en zeven schepenen. De galg en de schandpaal werden de symbolen van de rechtspraak. Op de kaart van de dorpskom van Lennik in 1786 staat de schandpaal (voor dieven en misdadigers) en de stacke (waar het beboete vee werd vastgemaakt totdat de verschuldigde som was afbetaald) nog te midden van de markt.
De keuze van Lennik als centrumgebied werd ook beïnvloed door de gunstige verkeerstechnische ligging. De markt vormde het centrum van drie belangrijke verkeersaders, nl. de Brusselstraat (nu Alfred Algoetstraat) die toegang verleende tot de Brusselse bezittingen van de abdij, de Hallebaan (nu Frans Van der Steenstraat) die Lennik en Nijvel verbond en de Begijnenstraat (nu Karel Keymolenstraat) op de uitvalsweg naar de noordelijk gelegen abdijbezittingen en het graafschap Vlaanderen.
De abdis van Nijvel liet het domein van Lennik besturen door de heren van Lennik als voogden van de abdij. Deze heren resideerden in de Dietborch, gelegen nabij de markt, een huis dat waarschijnlijk dateerde uit de 9de eeuw en reeds begin 14de eeuw was verdwenen. De heren van Lennik werden opgevolgd door de heren van Aa, die na de hertogen van Brabant de machtigste heren waren.

### Late middeleeuwen
Maar het werd in de 13de eeuw duidelijk dat Lennik moest uitgerust worden met een versterkte post voor het oostelijk deel van het hertogdom, vlak bij de rivaliserende graafschappen Vlaanderen en Henegouwen. Omdat Lennik strategisch gezien minder geschikt was voor de inplanting van een waterburcht, werd de militaire functie naar het naburige Gaasbeek overgeheveld en werd Lennik een onderdeel van het Land van Gaasbeek. In 1333 werd op Ten Nelleken een zware slag geleverd tussen Brabanders en Vlamingen, waardoor hun beider grens in Eizeringen kwam te liggen.
In 1568 werd Lennik overgeheveld van het bisdom Kamerijk naar het nieuwe aartsbisdom Mechelen.

### Moderne tijd
Bij de verkoop van het Land van Gaasbeek kwam de heerlijkheid der beide Lenniken in handen van Corneille de Man d'Attenrode en het zijn ook zijn afstammelingen die over de beide Lenniken bleven heersen tot en met de Franse Revolutie, waardoor een einde werd gesteld aan de voorrechten van de adellijke families. Toen Corneille de Man in 1691 in het bezit kwam van de heerlijkheid liet hij een nieuw zegel maken met het wapen van zijn familie (met drie morenkoppen). Dit wapen werd op 23 maart 1948 toegekend aan de gemeente Sint-Kwintens-Lennik en nadien aan de fusiegemeente Lennik.
In 1760 bouwde Charles-Joseph de Man het kasteel van Lennik. In 1843 werd Eizeringen een zelfstandige parochie.
In 1845 werd het vredegerecht overgebracht van Sint-Martens-Lennik naar Sint-Kwintens-Lennik, maar er was geen enkel gebouw dat kon aangewend worden voor het onderbrengen van de openbare diensten en evenmin over een terrein waarop een gemeentehuis, school en schoolhuis zouden kunnen gebouwd worden. Na veel problemen besloot men op de markt een gemeentehuis te bouwen, dit zou gefinancierd zijn door F.J. De Gronckel. Alles wijst erop dat de gebouwen gebruiksklaar waren in 1866. Sinds 1848 is Sint-Kwintens kantonhoofdplaats en in 1873 werd het dekenaat Sint-Kwintens-Lennik gesticht.

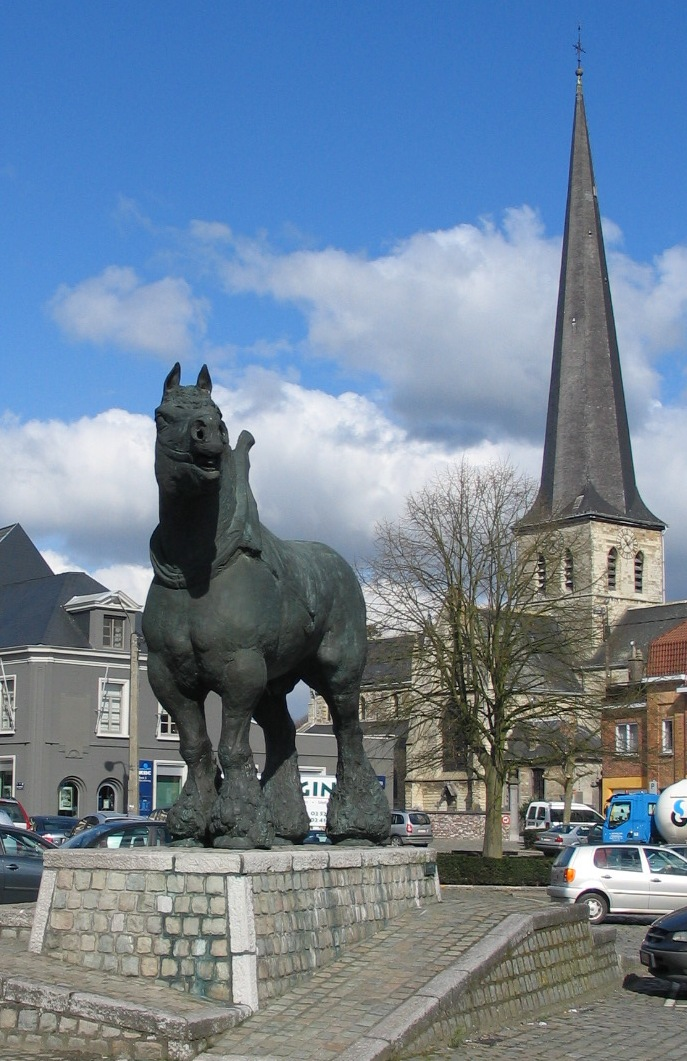
Prins, een Brabants trekpaard (Koen Tinel)

### Spotnaam
De Lennikenaren hebben als spotnaam strobranders (middeleeuwse oorsprong: waarschuwingsvuren voor militaire invallen) en Windheren, ontstaan uit de eeuwenoude aversie en concurrentie tussen Sint-Martens- en Sint-Kwintens-Lennik, waarvan de inwoners door de eersten als pretentieus verweten werden: "de heren van Lennik maken veel wind".

## Bezienswaardigheden
- De Sint-Kwintenskerk in hooggotiek uit ca. 1370 met rijkelijke kerkschatten.
- De 18e-eeuwse pastorie, met bakstenen omheiningsmuur en oude bomen in de dekenijtuin (waaronder een mammoetboom)
- Mooie burgerhuizen op het dorpsplein, o.a. het 18e-eeuwse nr. 8 en het nr. 9 uit 1774.
- Op de Markt, het reusachtig bronzen standbeeld Prins, een Brabants trekpaard, een werk van Koenraad Tinel.
- Het Huis Vossen (1745), aan de Alfred Algoetstraat 2 (vlak bij de Markt) met wijnkelders, wellicht uit de 15e eeuw.
- Het Kasteel van Sint-Kwintens-Lennik van de familie de Man d'Attenrode, in classicistische en rococostijl uit 1760-1761 (Alfred Algoetstraat 43).
- De Saffelbergkapel, hoge arduinen neogotische Onze-Lieve-Vrouwekapel uit 1879 in een krans van linden en beuken, op de ca. 80 meter hoge Saffelberg. Het huidige gebouw gaat terug op een oudere kapel, volgens de overlevering in de 14e eeuw opgericht door een ridder die de veldslag in 1333 bij 't Nelleken had overleefd.[2]
- De Sint-Barbarakapel
- De Onze-Lieve-Vrouwkapel
- De Sint-Berlindiskapel in het gehucht ’t Nelleken
- Het Hof te Bree-eik, een oude en een van de grootste hoeves van het Pajottenland (eerste vermelding in 1406).

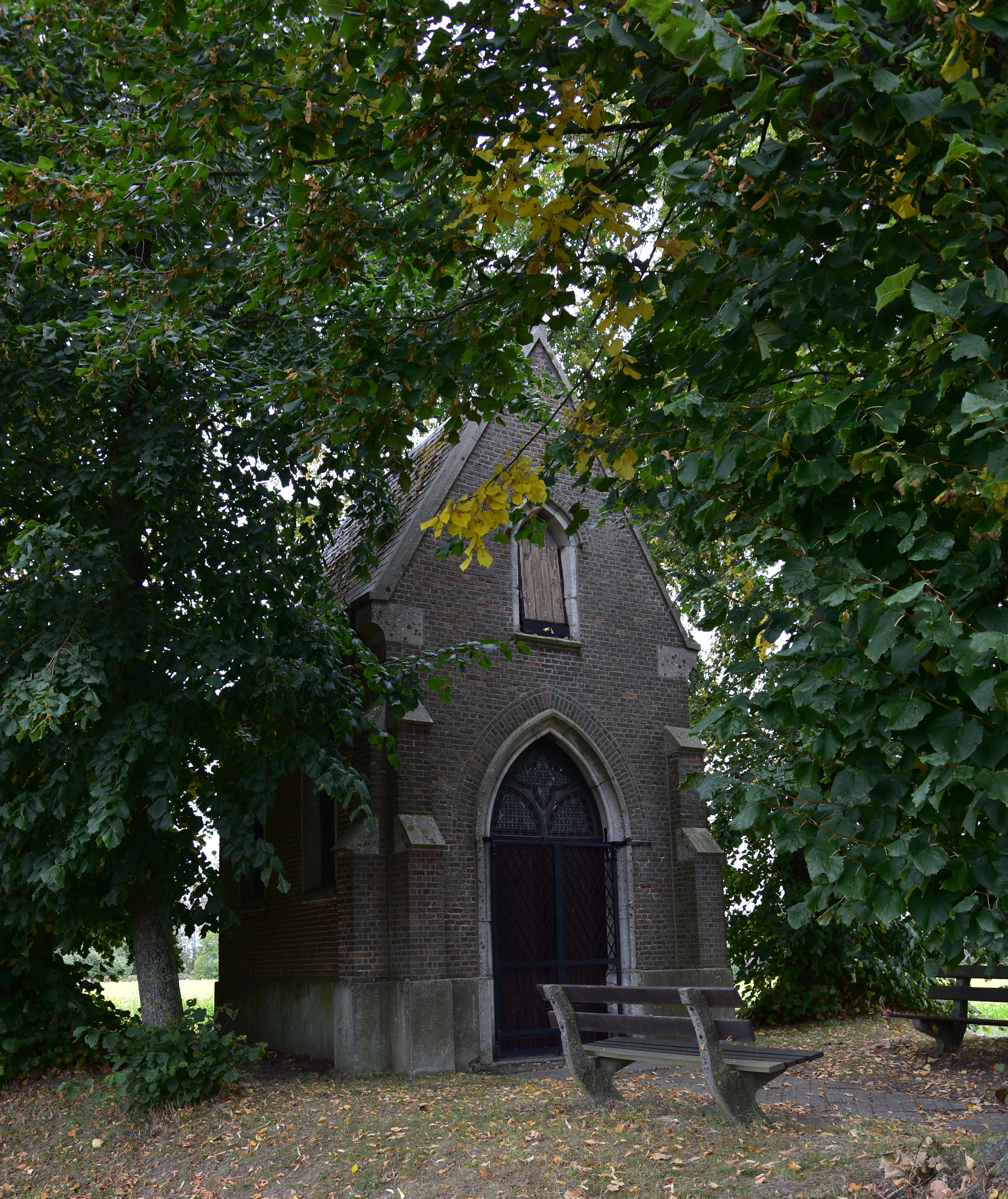
Saffelbergkapel in Sint-Kwintens-Lennik

## Natuur en landschap
Sint-Kwintens-Lennik ligt op een hoogte van 43-83 meter.

## Demografische ontwikkeling
- Bronnen:NIS, Opm:1831 tot en met 1970=volkstellingen; 1976 = inwoneraantal op 31 december

## Politiek

### Burgemeesters
| Tijdspanne | Tijdspanne  | Burgemeester                                                      |
| ---------- | ----------- | ----------------------------------------------------------------- |
|            | 1861 - 18?? | Joannes-Franciscus Michaeli Walravens                             |
|            | 1884 - 1925 | Gustave Velge                                                     |
|            | 1925 - 1926 | Charles 'Karel' Tielemans (ad interim tot verkiezingen eind 1926) |
|            | 1927 - 1939 | Louis Vossen                                                      |
|            | 1940 - 1950 | Not. Maurice Velge                                                |
|            | 1950 - 1959 | Not. Roger Velge                                                  |
|            | 1959 - 1965 | Clement De Doncker - provincieraadslid 1961-1971 (CVP)            |
|            | 1965 - 1976 | Jan Bascour (PVV)                                                 |

## Evenementen
- Elke dinsdag: markt
- Weekend na 15 augustus: zomerkermis
- Zaterdag voor de laatste dinsdag (vaste marktdag) van november: Jaarmarkt (en winterkermis)

## Geboren in Sint-Kwintens-Lennik
- Jules de Saint-Genois (1813-1867), historicus en hoogleraar
- Franciscus-Josephus De Gronckel (1816-1871), advocaat, politicus en auteur, ligt aan de basis van de benaming "Pajot" en "Pajottenland"
- Vital Jean De Gronckel (1821-1890), kunstschilder

## Nabijgelegen kernen
Sint-Martens-Lennik, Gaasbeek, Elingen, Gooik, Onze-Lieve-Vrouw-Lombeek, Eizeringen